# 訃報 1989年2月
訃報 1989年2月（ふほう 1989ねん2がつ）では、1989年（平成元年）2月中に物故した、又は物故が報じられた人物についてまとめる。

## （1日 - 14日）

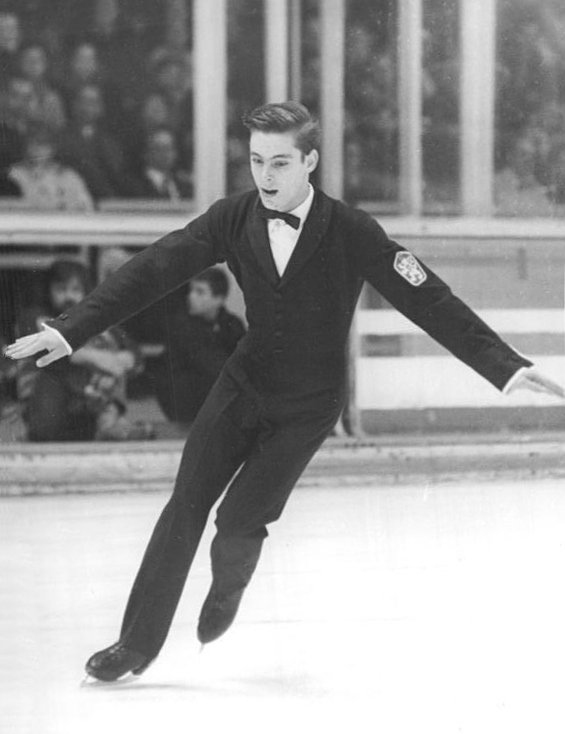
オンドレイ・ネペラ／2月2日没

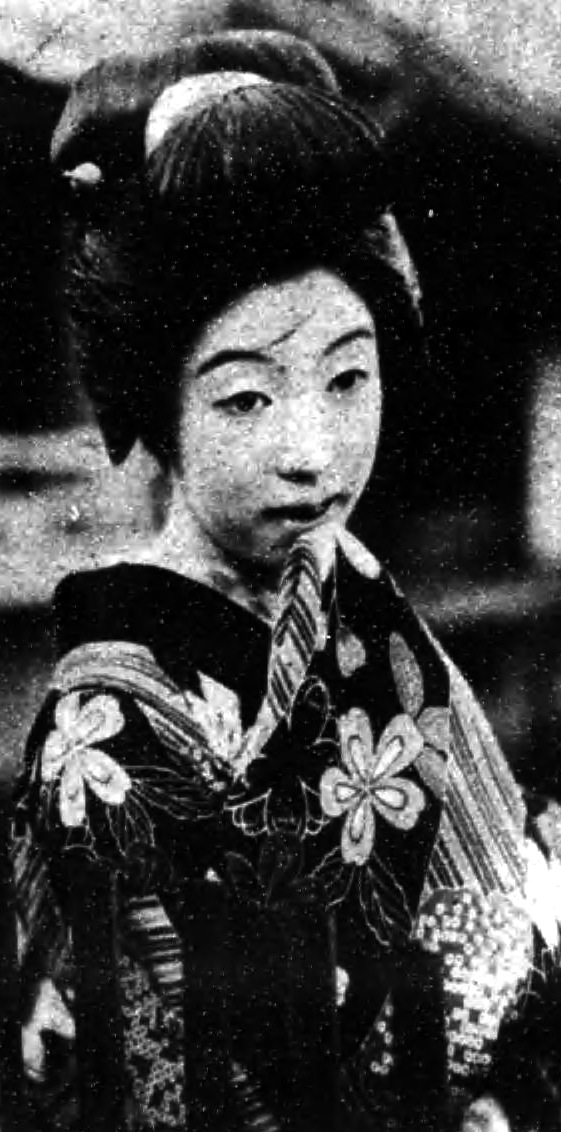
岡島艶子／2月4日没

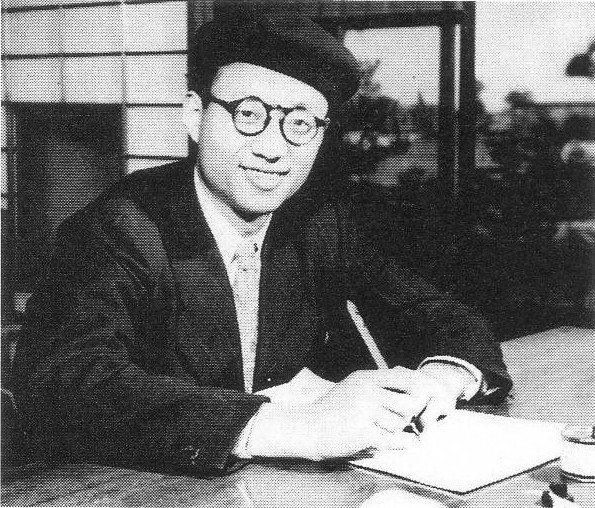
手塚治虫／2月9日没

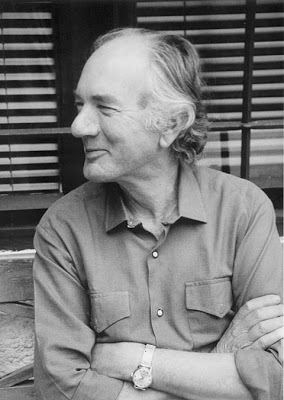
トーマス・ベルンハルト／2月12日没

- 2月2日 - 小林行雄、考古学者（* 1911年）
- 2月2日 - オンドレイ・ネペラ、フィギュアスケート選手（* 1951年）
- 2月4日 - 岡島艶子、女優（* 1909年）
- 2月8日 - 坂本茂、プロ野球選手（* 1921年）
- 2月9日 - 手塚治虫、漫画家（* 1928年）
- 2月12日 - トーマス・ベルンハルト、小説家（* 1931年）

## （15日 - 28日）

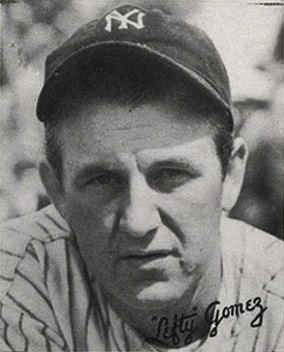
レフティ・ゴメス／2月17日没

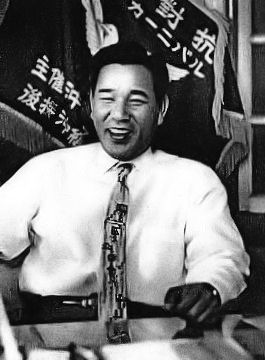
國場幸昌／2月20日没

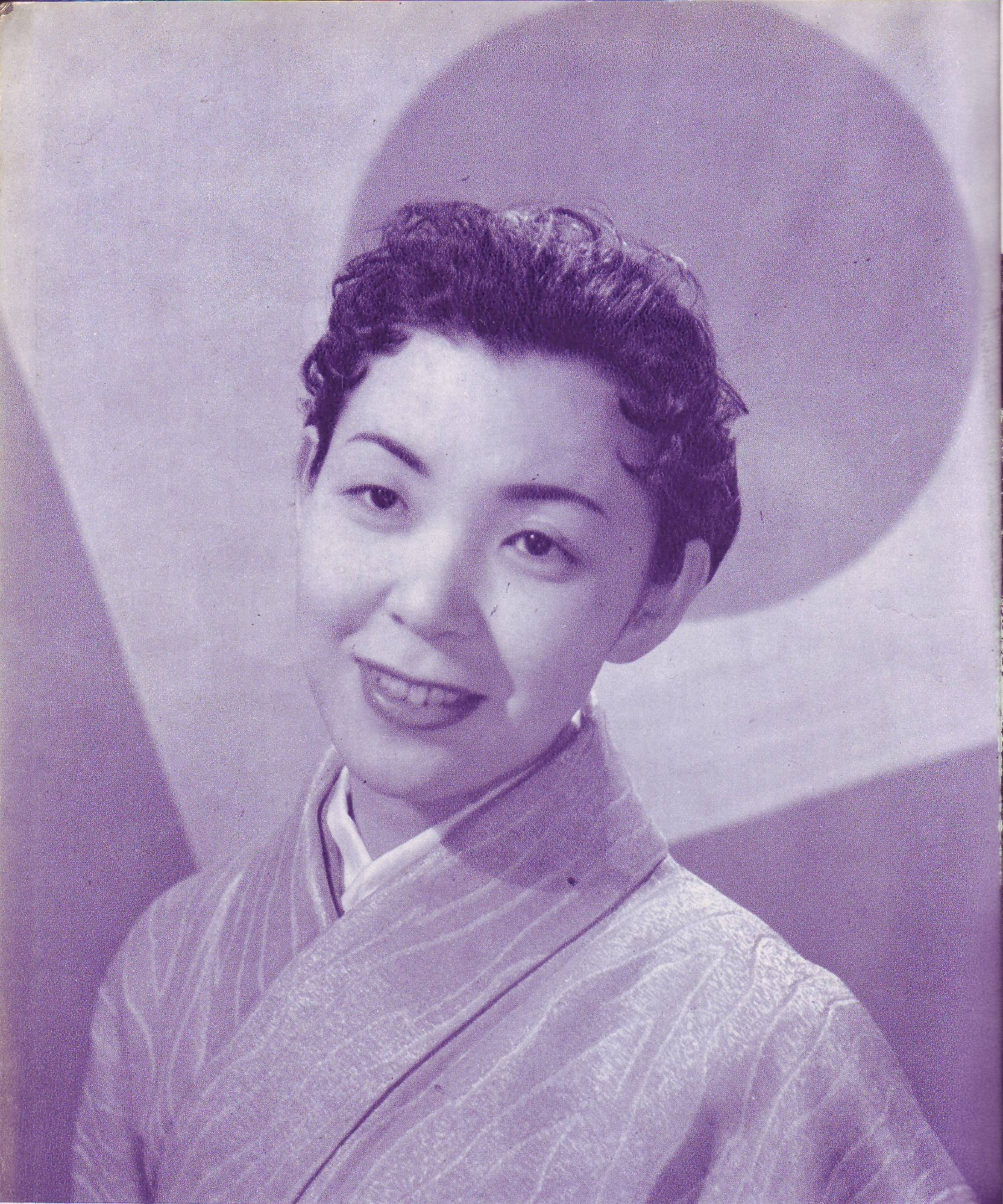
神代錦／2月23日没

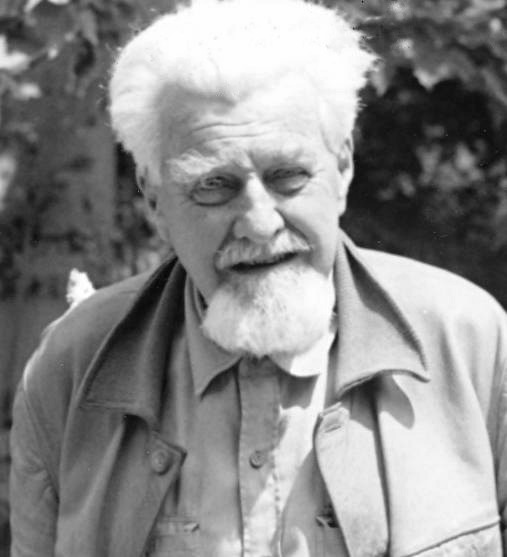
コンラート・ローレンツ／2月27日没

- 2月15日 - 原四郎、ジャーナリスト、元読売新聞副社長（* 1908年）
- 2月17日 - レフティ・ゴメス、メジャーリーガー（* 1908年）
- 2月18日 - 岡崎英城、内務官僚、政治家（* 1901年）
- 2月20日 - 國場幸昌、政治家（* 1912年）
- 2月21日 - 日比野恒次、電通相談役（* 1903年）
- 2月22日 - 那須良輔、漫画家（* 1913年）
- 2月23日 - 神代錦、女優 （* 1917年）
- 2月24日 - 山田昇、登山家（* 1950年）
- 2月27日 - コンラート・ローレンツ、動物学者（* 1903年）